# Аввеи
Аввеи (др.-евр. עַוִּים‬ ˤawwim) — согласно Пятикнижию, народ, обитавший на территории сектора Газа до прихода туда кафторимов. Упоминается в Пятикнижии два раза:

Когда же перевелись все ходящие на войну и вымерли из среды народа, тогда сказал мне Господь, говоря: ты проходишь ныне мимо пределов Моава, мимо Ара, и приблизился к Аммонитянам; не вступай с ними во вражду, и не начинай с ними войны, ибо Я не дам тебе ничего от земли сынов Аммоновых во владение, потому что Я отдал её во владение сынам Лотовым; 20 и она считалась землею Рефаимов; прежде жили на ней Рефаимы; Аммонитяне же называют их Замзумимами; народ великий, многочисленный и высокий, как [сыны] Енаковы, и истребил их Господь пред лицем их, и изгнали они их и поселились на месте их, как Он сделал для сынов Исавовых, живущих на Сеире, истребив пред лицем их Хорреев, и они изгнали их, и поселились на месте их, и [живут] до сего дня; и Аввеев, живших в селениях до самой Газы, Кафторимы, исшедшие из Кафтора, истребили и поселились на месте их.
Второзаконие 2:23

Книга Иисуса Навина говорит, что земля аввеев считалась одной из пяти Ханаанских земель:

От Сихора, что пред Египтом, до пределов Екрона к северу, считаются Ханаанскими пять владельцев Филистимских: Газский, Азотский, Аскалонский, Гефский, Екронский и Аввейский;
Книга Иисуса Навина 13:3